# Río Yarkand
El río Yarkand (en chino, 叶尔羌河; pinyin, Yèěrqiāng hé, uigur, يەكەن دەرياسى) es un largo río que discurre por la Región Autónoma Uigur de Sinkiang, en el oeste de la República Popular China, el principal de los afluentes del río Tarim. Tiene una longitud aproximada de 1.068 km y drena una cuenca de 108.000 km², similar a países como Guatemala, Islandia o Corea del Sur.
Nace cerca de la frontera con Cachemira (entre India y Pakistán), en la cordillera del cordillera del Karakorum, en la Prefectura de Kashgar. Desde allí fluye en dirección norte a través de las altas montañas, un poco por debajo de su fuente, hasta la frontera adyacente al este con Kunlun y llega hasta la parte occidental de la cuenca del Tarim. Luego de pasar la ciudad-oasis de Yarkand (a 1200 m de altitud) atraviesa la parte occidental del desierto de Taklamakán, en el noreste. Sus principales afluentes son los ríos  Kashgar (765 km) y Shaksgam, que en su curso bajo, antes de desaguar en el Yarkand, es conocido como río Keleqing (克勒青河).
En los años 1950, el Yarkand aportaba al río Tarim unos 1,5 millones de metros cúbicos de agua cada año, pero desde 1979 el agua comenzó a escasear, por lo que hacia 1993 había muerto el 59% de la población de álamos.